# NGC 7149
NGC 7149 је елиптична галаксија у сазвежђу Пегаз која се налази на NGC листи објеката дубоког неба.
Деклинација објекта је + 3° 18' 6" а ректасцензија 21h 52m 11,6s. Привидна величина (магнитуда) објекта NGC 7149 износи 13,2 а фотографска магнитуда 14,2. NGC 7149 је још познат и под ознакама UGC 11835, MCG 0-55-26, CGCG 376-47, NPM1G +03.0571, PGC 67524.